# Ministerio del Poder Popular para la Educación Universitaria, Ciencia y Tecnología
El Ministerio del Poder Popular para la Educación Universitaria, Ciencia y Tecnología fue uno de los organismos que conforman el gabinete ejecutivo del gobierno venezolano.
Surge de la fusión del Ministerio del Poder Popular para Ciencia, Tecnología e Innovación con el Ministerio del Poder Popular para la Educación Universitaria. Posteriormente se divide en Ministerio del Poder Popular para Ciencia y Tecnología y Ministerio del Poder Popular para la Educación Universitaria.

## Órganos y entes adscritos al Ministerio
A partir de su constitución el ministerio cuenta con 82 entes adscritos:
- Agencia Bolivariana para Actividades Espaciales (ABAE)
- Consejo Nacional de Universidades (CNU)
- Fundación Gran Mariscal de Ayacucho (Fundayacucho)
- Instituto Postal Telegráfico (Ipostel)
- Compañía Anónima Nacional Teléfonos de Venezuela (CANTV)
- Telecomunicaciones Movilnet, C.A. (Movilnet)
- Fundación Venezolana de Investigaciones Sismológicas (Funvisis)
- Venezolana de Industria Tecnológica (VIT)
- Centro Nacional de Tecnologías de Información (CNTI)
- Instituto Venezolano de Investigaciones Científicas (IVIC)
- Fundación Instituto Zuliano de Investigaciones Tecnológicas (INZIT)[3]
- Fundación Instituto de Ingeniería para Investigación y Desarrollo Tecnológico (FII)
- Fundación ConCiencia Televisión (ConCiencia TV)
- Instituto de Altos Estudios Arnoldo Gabaldón
- Escuela Latinoamericana de Medicina
- Misión Sucre
- Instituto Nacional de Higiene Rafael Rangel (INHRR)
- Instituto de Altos Estudios Diplomáticos Pedro Gual
- Fundación Centro de Investigaciones de Astronomía Francisco Duarte
- Instituto de Ingeniería para Investigación y Desarrollo Tecnológico
- Instituto Nacional de Investigaciones Agrícolas
- Centro Nacional de Desarrollo e Investigación en Tecnologías Libres
- Misión Ciencia
- Observatorio Nacional de Ciencia, Tecnología e Innovación
- Oficina de Planificación del Sector Universitario (OPSU)
- Telecom Venezuela
- Fundación Infocentro
- Red de Trasmisiones de Venezuela (RED TV)
- Fondo Nacional para la Ciencia y Tecnología
- Invetel
- Academia de Ciencias Agrícolas de Venezuela
- Industrias Canaima, C.A
- Fundación Centro Nacional de Desarrollo e Investigación en Telecomunicaciones
- Fundación Centro Nacional de Desarrollo e Investigación en Tecnologías Libres
- Centro Nacional de Innovación Tecnológica
- Centro Nacional de Investigación y Certificación en Vivienda, Hábitat y Desarrollo Urbano
- Centro de Investigaciones del Estado para la Producción Experimental Agroindustrial
- Centro Internacional Miranda
- Centro Nacional de Tecnologías de Información
- Centro Nacional de Tecnología Química
- Corporación para el Desarrollo Científico y Tecnológico, S.A
- Comisión Nacional de las Tecnologías de Información
- Fondo de Investigación y Desarrollo de las Telecomunicaciones
- Fundación para el Servicio de Asistencia Médico Hospitalaria para los Estudiantes de Educación Superior

## Ministros
| Ministerio del Poder Popular para la Educación Universitaria, Ciencia y Tecnología |                           |                                                    |                |
| Orden                                                                              | Nombre                    | Período                                            | Presidente     |
| 1                                                                                  | Manuel Fernández Meléndez | 2 de septiembre de 2014 - 6 de enero de 2016       | Nicolás Maduro |
| 2                                                                                  | Jorge Arreaza             | 6 de enero de 2016 - 4 de enero de 2017            | Nicolás Maduro |
| 3                                                                                  | Hugbel Roa                | 4 de enero de 2017 - 1 de junio de 2019 (dividido) | Nicolás Maduro |